# 馬克斯·普朗克太陽系研究所
馬克斯·普朗克太陽系研究所（德語：Max-Planck-Institut für Sonnensystemforschung，縮寫：MPS）是一個德國的天文學研究機構，位於哥廷根東北方 20 公里的卡特倫堡-林道（Katlenburg-Lindau）。該研究所的主要任務是進行太陽系的研究。該研究所分為三個部門：太陽與太陽圈、行星與彗星、太陽與類太陽恆星內部物理（原日震與星震學研究群）。此外，2002年起該學會也是馬克斯·普朗克學會國際研究生學校的參與機構。

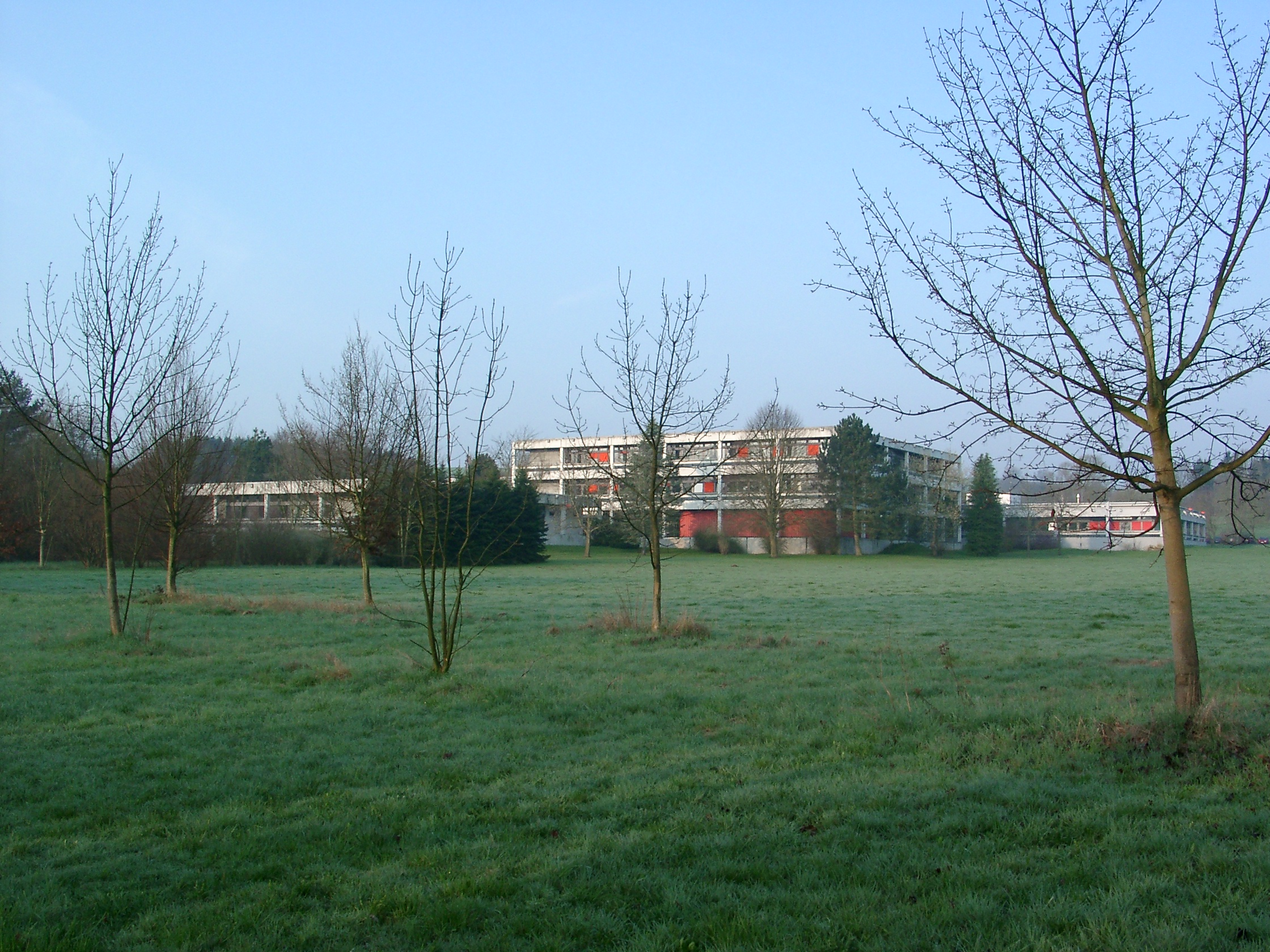
馬克斯·普朗克太陽系研究所辦公室，2006年4月

該研究所是马克斯·普朗克学会在德國的 80 個研究機構的其中一個。
馬克斯·普朗克太陽系研究所致力於達到科學研究的最高水準。最近五年間該研究所成員每年發表 270 篇文章在國際期刊和書籍上，並有 360 篇研討會論文。

## 科學任務
馬克斯·普朗克太陽系研究所參加多個國際任務如下：
太陽軌道探測器、太陽動力學天文台、日出望遠鏡、日地关系天文台、太阳和太阳风层探测器、尤里西斯号、貝皮可倫坡號、ExoMars、月船1号、凤凰号火星探测器、赫雪爾太空望遠鏡、曙光號、金星快车、SMART-1、同溫層紅外線天文台、羅塞塔號、火星快車號、Mars DFG、卡西尼－惠更斯号、Cluster衛星、太陽神號、伽利略号探测器和喬托號。
這些任務也包含了儀器的開發和科學研究活動。

## 歷任研究所所長
- 1955–1964 尤利烏斯·巴特斯[2][3]
- 1951–1975 沃爾特·迪明格[4][5]
- 1965–1971 阿爾弗雷德·埃默特（Alfred Ehmert）[6]
- 1965–1977 格奧爾格·福契爾（Georg Pfotzer）[7]
- 1974–1990 伊恩·艾克斯弗（Ian Axford）[8]
- 1992–1998 托爾·哈格福什（Tor Hagfors）[9]
- 1977–2004 赫爾穆特·盧森堡爾（Helmut Rosenbauer）[10]
- 1977–2007 維特尼斯·華勝隆納（Vytenis Vasyliunas）
- 1999-     薩米·索蘭基（Sami Solanki） (The Sun and Heliosphere Department)
- 2002-     烏爾里希·R·克里斯坦森 (Planets and Comets Department)
- 2011-     Laurent Gizon (Physics of the interior of the Sun and Sun-like stars Department)

## 名稱演變
- 1934年 Erprobungsstelle der Luftwaffe
- 1943年 Zentralstelle für Funkberatung
- 1949年 Max Planck Institut für Ionensphärenforschung （馬克斯·普朗克電離層研究所）
- 1958年 Max Planck Institut für Aeronomie （馬克斯·普朗克高層大氣研究所）
- 2004年 Max Planck Institut für Sonnensystemforschung （馬克斯·普朗克太陽系研究所）

## 外部連結
- Homepage of the Max Planck Institute for Solar System Research （页面存档备份，存于）
- Hompeage  International Max Planck Research School (IMPRS) on Physical Processes in the Solar System and Beyond （页面存档备份，存于）

51°38′52″N 10°7′3″E / 51.64778°N 10.11750°E